# David V de Geòrgia
David V fou rei de Geòrgia durant sis mesos el 1155.
David era el fill gran del llavors príncep Demetri i net del rei David IV de Geòrgia, que regnava en aquell moment. Un primer intent de cop d'estat contra el seu pare Demetri I de Geòrgia va fracassar al voltant del 1150, però el 1154 va tenir èxit i Demetri va ser obligat a abdicar, sent desterrat a un monestir i David va ascendir al tron com a David V. Al cap de sis mesos David va morir i Demetri va recuperar el poder, designant hereu al seu altre fill Jordi.